# رافاييل كاربونيل
رافاييل كاربونيل (مواليد 25 نوفمبر 1943) هو ملاكم كوبي، مثّل بلاده في الألعاب الأولمبية الصيفية في دورات 1964 و1968 و1972.

## روابط خارجية
رافاييل كاربونيل على موقع أوليمبيديا (الإنجليزية)